# 빌 달렌

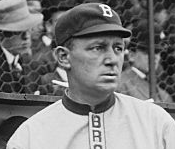

빌 달렌(Bill Dahlen, 1870년 1월 5일 ~ 1950년 12월 5일)은 미국 메이저 리그 베이스볼의 유격수, 야구 감독으로, 1891년부터 1911년까지 내셔널 리그를 뛰었다.